# Ipermestra (Gluck)
Pour les articles homonymes, voir Ipermestra.
 (février 2024).
Si vous disposez d'ouvrages ou d'articles de référence ou si vous connaissez des sites web de qualité traitant du thème abordé ici, merci de compléter l'article en donnant les références utiles à sa vérifiabilité et en les liant à la section « Notes et références ».
Personnages
- Danao
- Ipermestra
- Linceo
- Elpinice
- Plestene
- Adrasto

Ipermestra est un opéra en trois actes composé en 1744 par Christoph Willibald Gluck.

## Contexte historique
Ipermestra est un opera seria en trois actes en langue italienne. Le livret est de Pietro Metastasio et prend pour personnage principal Hypermnestre. Il s'agit du premier opéra de Cristoph Willibald Gluck à nous être parvenu dans son intégralité.

## Rôles et création
L'œuvre a été créé le 21 novembre 1744 au Teatro San Giovanni Grisostomo de Venise.
| Role       | Voix      | Première, 21 novembre 1744 |
| ---------- | --------- | -------------------------- |
| Danao      | tenor     | Ottavio Albuzio            |
| Ipermestra | contralto | Vittoria Tesi-Tramontini   |
| Linceo     | castrat   | Lorenzo Ghirardi           |
| Elpinice   | contralto | Girolama Giacometti        |
| Plestene   | soprano   | Rosalia Andreides          |
| Adrasto    | castrat   | Giuseppe Perini            |